# Quediva

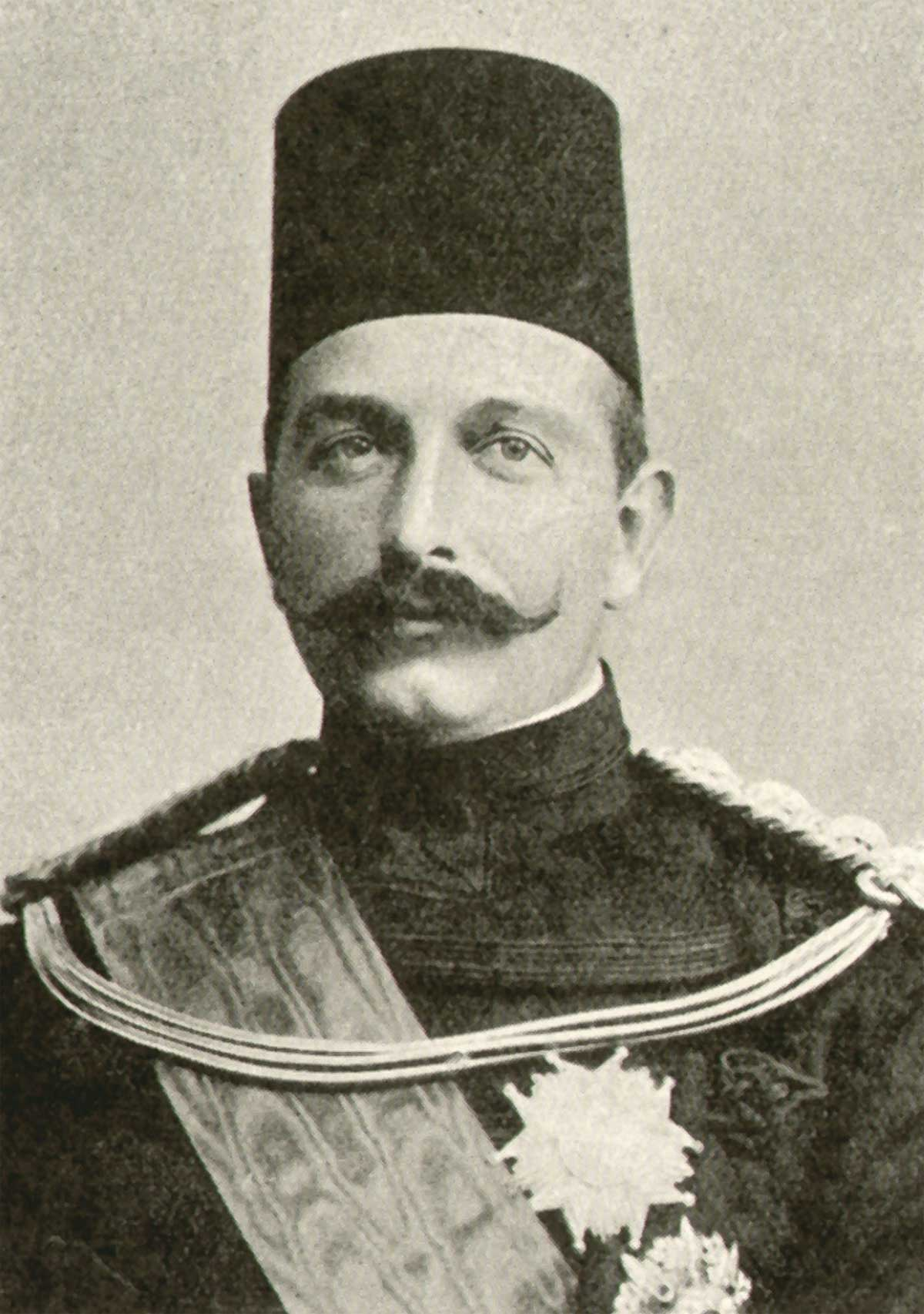
Abaz II do Egito, o último quediva

Quediva (turco otomano: خدیو, romanizado: hıdiv; árabe: خديوي, romanizado: khudaywī) era um título honorífico de origem persa usado para os sultões e grão-vizires do Império Otomano, mas mais famoso para o vice-rei do Egito de 1805 a 1914.
Mehmet Ali Paxá assumiu o título quando subiu ao poder em 1805. Como general do Império Otomano (com o título de paxá), expulsara do Egito as tropas de Napoleão Bonaparte e tornara-se um governante na prática independente, um monarca em tudo, menos no nome. Oficialmente, ele e seus sucessores ostentavam o título na qualidade de governadores otomanos, tributários do Egito e do Sudão, embora o controle otomano sobre o país fosse, naquela altura, praticamente inexistente. O Império somente veio a reconhecer a reivindicação da dinastia ao título em 1867.
Em 1914, o Quediva Abaz II foi deposto e seu tio, Hussein, tornou-se sultão, com a criação do Sultanato do Egito pelos britânicos, pondo fim ao título de quediva do Egito. Entretanto, a dinastia de Mehmet Ali continuou a reinar no país, através de Hussein, até 1952 quando foi instaurada a República.

## Etimologia
O termo foi incorporado à língua portuguesa a partir do francês khédive (1869), este do turco khidív. Na origem, segundo alguns, estaria a palavra persa khïdív ("rei", "príncipe"); segundo outros, um termo turco-persa que significaria "príncipe", "soberano"; ainda segundo outros, o turco qidív ("vice-rei"), do persa qudáy ("deus").